# Roughnecks
Roughnecks was een Britse BBC-televisieserie. De dramaserie bestaat uit twee seizoenen die in 1994 en 1995 op BBC One werden uitgezonden.
Roughnecks (wat betekent: 'leden van een olieboringsploeg') gaat over het professionele en privéleven van arbeiders op een booreiland in de Noordzee.
De serie werd voor het eerst uitgezonden op 16 juni 1994. Roughnecks was redelijk populair bij het publiek, maar stuitte op kritiek in de pers. Vervolgens werd de serie na twee seizoenen afgevoerd. De laatste aflevering werd op 21 december 1995 uitgezonden.
De afleveringen werd opgenomen in de buurt rond Aberdeen.

## Belangrijkste acteurs
- Teresa Banham: Tessa
- Colum Convey: Ceefax
- Paul Copley: Ian
- James Cosmo: Tom
- Liam Cunningham: Chris
- Francesca Hunt: Hilary
- Ashley Jensen: Heather
- Bruce Jones: Terry
- John McGlynn: Drew
- Anne Raitt: Izzy
- George Rossi: Kevin
- Clive Russell: Archie
- Hywel Simons: Wilf
- Ricky Tomlinson: Cinders
- Alec Westwood: Davey